# 追缉 (越狱)
《追缉》是电视剧《越狱》中第二季的第一集。它于2006年8月21日在美国播出。它仍然是由上一季的编剧保罗·舒瑞恩编剧，导演凯文·霍克斯导演。本集剧情紧接第一集最后一集“插翅难飞”。